# Монлор (Од)
Монло́р (фр. Montlaur) — колишній муніципалітет у Франції, у регіоні Окситанія, департамент Од. Населення — 523 осіб (2011).
Муніципалітет був розташований на відстані близько 640 км на південь від Парижа, 120 км на південний захід від Монпельє, 20 км на південний схід від Каркассонна.

## Історія
До 2015 року муніципалітет перебував у складі регіону Лангедок-Русійон. Від 1 січня 2016 року належав до нового об'єднаного регіону Окситанія.
1 січня 2019 року Монлор і Прадель-ан-Валь було об'єднано в новий муніципалітет Валь-де-Дань.

## Демографія
Динаміка населення (INSEE ):
Розподіл населення за віком та статтю (2006):
| Стать | Всього | До 15 років | 15-24 | 25-44 | 45-64 | 65-85 | Понад 85 |
| --- | ------ | ----------- | ----- | ----- | ----- | ----- | -------- |
| Чоловіки | 268    | 56          | 28    | 52    | 76    | 52    | 4        |
| Жінки | 252    | 24          | 24    | 64    | 60    | 72    | 8        |
| \| Статево-вікова піраміда \| Статево-вікова піраміда \| Статево-вікова піраміда \| \| ----------------------- \| ----------------------- \| ----------------------- \| \| Чоловіки \| Вік \| Жінки \| \| 4 \| 85 + \| 8 \| \| 8 \| 80-84 \| 16 \| \| 16 \| 75-79 \| 12 \| \| 12 \| 70-74 \| 32 \| \| 16 \| 65-69 \| 12 \| \| 16 \| 60-64 \| 12 \| \| 12 \| 55-59 \| 16 \| \| 20 \| 50-54 \| 4 \| \| 28 \| 45-49 \| 28 \| \| 12 \| 40-44 \| 28 \| \| 12 \| 35-39 \| 12 \| \| 20 \| 30-34 \| 16 \| \| 8 \| 25-29 \| 8 \| \| 12 \| 20-24 \| 8 \| \| 16 \| 15-20 \| 16 \| \| 32 \| 10-14 \| 4 \| \| 20 \| 5-9 \| 12 \| \| 4 \| 0-4 \| 8 \| |        |             |       |       |       |       |          |
| Статево-вікова піраміда |        |             |       |       |       |       |          |
| Чоловіки | Вік    | Жінки       |       |       |       |       |          |
| 4 | 85 +   | 8           |       |       |       |       |          |
| 8 | 80-84  | 16          |       |       |       |       |          |
| 16 | 75-79  | 12          |       |       |       |       |          |
| 12 | 70-74  | 32          |       |       |       |       |          |
| 16 | 65-69  | 12          |       |       |       |       |          |
| 16 | 60-64  | 12          |       |       |       |       |          |
| 12 | 55-59  | 16          |       |       |       |       |          |
| 20 | 50-54  | 4           |       |       |       |       |          |
| 28 | 45-49  | 28          |       |       |       |       |          |
| 12 | 40-44  | 28          |       |       |       |       |          |
| 12 | 35-39  | 12          |       |       |       |       |          |
| 20 | 30-34  | 16          |       |       |       |       |          |
| 8 | 25-29  | 8           |       |       |       |       |          |
| 12 | 20-24  | 8           |       |       |       |       |          |
| 16 | 15-20  | 16          |       |       |       |       |          |
| 32 | 10-14  | 4           |       |       |       |       |          |
| 20 | 5-9    | 12          |       |       |       |       |          |
| 4 | 0-4    | 8           |       |       |       |       |          |

## Економіка
2010 року серед 324 осіб працездатного віку (15—64 років) 234 були активними, 90 — неактивними (показник активності 72,2%, у 1999 році було 61,1%). З 234 активних мешканців працювало 207 осіб (114 чоловіків та 93 жінки), безробітними було 27 (14 чоловіків та 13 жінок). Серед 90 неактивних 26 осіб було учнями чи студентами, 40 — пенсіонерами, 24 були неактивними з інших причин.

У 2010 році в муніципалітеті числилось 240 оподаткованих домогосподарств, у яких проживали 520,5 особи, медіана доходів виносила 12 878 євро на одного особоспоживача